# Radosław Jankow
Radosław Jankow (bułg. Радослав Янков; ur. 26 stycznia 1990 w Smolanie) – bułgarski snowboardzista, specjalizujący się w slalomie i gigancie równoległym. Pierwszy sukces w karierze osiągnął w 2009 roku, kiedy na mistrzostwach świata juniorów w Valmalenco zdobył złoty medal w slalomie równoległym (PSL). W 2014 roku wystartował na igrzyskach olimpijskich w Soczi, gdzie zajął 21. miejsce w slalomie równoległym i 25. miejsce w gigancie równoległym (PGS). Na rozgrywanych cztery lata później igrzyskach w Pjongczangu był dziewiętnasty w PGS. Zajął też między innymi 27. miejsce w slalomie równoległym podczas mistrzostw świata w Kreischbergu w 2015 roku. Najlepsze wyniki w Pucharze Świata osiągnął w sezonie 2014/2015, kiedy to zajął 29. miejsce w klasyfikacji generalnej PAR a w klasyfikacji (PSL) uplasował się na 31 miejscu.

## Osiągnięcia

### Igrzyska olimpijskie
| Miejsce | Dzień     | Rok  | Miejscowość | Konkurencja       | Zwycięzca       |
| ------- | --------- | ---- | ----------- | ----------------- | --------------- |
| 25.     | 19 lutego | 2014 | Soczi       | Gigant Równoległy | Vic Wild        |
| 21.     | 22 lutego | 2014 | Soczi       | Slalom równoległy | Vic Wild        |
| 19.     | 24 lutego | 2018 | Pjongczang  | Gigant równoległy | Nevin Galmarini |

### Mistrzostwa świata
| Miejsce | Dzień       | Rok  | Miejscowość   | Konkurencja       | Zwycięzca          |
| ------- | ----------- | ---- | ------------- | ----------------- | ------------------ |
| DSQ     | 16 stycznia | 2007 | Arosa         | Gigant równoległy | Rok Flander        |
| 45.     | 17 stycznia | 2007 | Arosa         | Slalom równoległy | Simon Schoch       |
| 39.     | 20 stycznia | 2009 | Kangwŏn       | Gigant równoległy | Jasey-Jay Anderson |
| 29.     | 21 stycznia | 2009 | Kangwŏn       | Slalom równoległy | Benjamin Karl      |
| 51.     | 19 stycznia | 2011 | La Molina     | Gigant równoległy | Benjamin Karl      |
| 33.     | 22 stycznia | 2011 | La Molina     | Slalom równoległy | Benjamin Karl      |
| 41.     | 25 stycznia | 2013 | Stoneham      | Gigant równoległy | Benjamin Karl      |
| 34.     | 27 stycznia | 2013 | Stoneham      | Slalom równoległy | Rok Marguč         |
| 27.     | 22 stycznia | 2015 | Kreischberg   | Slalom równoległy | Roland Fischnaller |
| 32.     | 23 stycznia | 2015 | Kreischberg   | Gigant równoległy | Andriej Sobolew    |
| 6.      | 15 marca    | 2017 | Sierra Nevada | Slalom równoległy | Andreas Prommegger |
| 4.      | 16 marca    | 2017 | Sierra Nevada | Gigant równoległy | Andreas Prommegger |
| 26.     | 4 lutego    | 2019 | Park City     | Gigant równoległy | Dmitrij Łoginow    |
| 7.      | 5 lutego    | 2019 | Park City     | Slalom równoległy | Dmitrij Łoginow    |
| 19.     | 1 marca     | 2021 | Rogla         | Gigant równoległy | Dmitrij Łoginow    |
| 13.     | 2 marca     | 2021 | Rogla         | Slalom równoległy | Benjamin Karl      |

### Puchar Świata

#### Miejsca w klasyfikacji generalnej
- sezon 2007/2008: 52.
- sezon 2008/2009: 47.
- sezon 2009/2010: 59.
  - PAR[2]
- sezon 2010/2011: 50.
- sezon 2011/2012: 53.
- sezon 2012/2013: 49.
- sezon 2013/2014: 50.
- sezon 2014/2015: 29.
- sezon 2015/2016: 1.
- sezon 2016/2017: 2.
- sezon 2017/2018: 6.
- sezon 2018/2019: 21.

#### Zwycięstwa w zawodach
1. Carezza – 12 grudnia 2015 (gigant równoległy)
2. Bad Gastein – 8 stycznia 2016 (slalom równoległy)
3. Bansko – 3 lutego 2017 (gigant równoległy)

#### Pozostałe miejsca na podium w zawodach
1. Rogla – 23 stycznia 2016 (gigant równoległy) - 2. miejsce
2. Carezza – 15 grudnia 2016 (gigant równoległy) - 3. miejsce
3. Rogla – 28 stycznia 2017 (gigant równoległy) - 2. miejsce
4. Bansko – 5 lutego 2017 (gigant równoległy) - 2. miejsce
5. Rogla – 21 stycznia 2018 (gigant równoległy) - 2. miejsce